# Áno Asítes
Áno Asítes, en grec moderne : Άνω Ασίτες, est un village du dème de Héraklion, dans le district régional de Héraklion, de la Crète, en Grèce. Selon le recensement de 2001, la population d'Áno Asítes compte 452 habitants.
Le village est situé à une altitude de 480 mètres et à une distance de 24 km de Héraklion.